# アーチー・グッドウィン
アーチー・リー・グッドウィン3世  (Archie Lee Goodwin III 1994年8月17日 - )は、アメリカ合衆国・アーカンソー州リトルロック出身のプロバスケットボール選手。NBAのフェニックス・サンズなどに所属していた。

## 来歴
アーカンソー州プラスキ群にあるシルヴァンヒルズ高校時代には2度アーカンソー州の"ミスター・バスケットボール"、マクドナルド・オール・アメリカンやパレード誌選出のオールアメリカンチームに選ばれるなど実績を重ね、ケンタッキー大学へ進学。1年次からスターターとして平均14.1得点 4.6リバウンド 2.7アシストをマーク。SECオールフレッシュマンチームに選出された。
1シーズンプレイした後に、2013年のNBAドラフトでオクラホマシティ・サンダーから1巡目29位で指名を受け、その後三角トレードが行われフェニックス・サンズへ指名権が移動した。

### フェニックス・サンズ
入団後から数年はDリーグとの行き来が多かったが、3年目の2015-2016シーズンではエリック・ブレッドソーやブランドン・ナイトの怪我に伴い出場時間が増加し1月26日のフィラデルフィア・セブンティシクサーズ戦でシーズンハイの26得点 2月2日のトロント・ラプターズ戦でキャリアハイの12アシスト をマークした。2016-2017シーズン開幕直前の10月24日にロスター整理のため解雇された。

### ニューオーリンズ・ペリカンズ
2016年11月7日ニューオーリンズ・ペリカンズと契約した が、11月20日に解雇され 11月30日にDリーグのチームと契約した。

### ブルックリン・ネッツ
2017年3月15日にブルックリン・ネッツと10日間契約を結んだ。3月25日に2度目の10日間契約を結び 4月4日に複数年契約を勝ち取った。しかし、7月28日にネッツはグッドウィンを解雇したと発表した。
2017年9月6日、ポートランド・トレイルブレイザーズとシーズンキャンプに関する契約を結び 10月13日に解雇された。

## 個人成績

### レギュラーシーズン
| シーズン | チーム     | GP  | GS | MPG  | FG%  | 3P%  | FT%   | RPG | APG | SPG | BPG | PPG |
| -------- | ---------- | --- | -- | ---- | ---- | ---- | ----- | --- | --- | --- | --- | --- |
| 2013–14  | サンズ     | 52  | 0  | 10.3 | .455 | .139 | .673  | 1.7 | .4  | .4  | .2  | 3.7 |
| 2014–15  | サンズ     | 41  | 2  | 13.0 | .393 | .293 | .735  | 1.8 | 1.1 | .4  | .2  | 5.6 |
| 2015–16  | サンズ     | 57  | 13 | 19.5 | .417 | .232 | .674  | 2.5 | 2.1 | .5  | .2  | 8.9 |
| 2016–17  | ペリカンズ | 3   | 0  | 10.0 | .400 | .500 | 1.000 | .0  | .3  | .0  | .3  | 5.0 |
| 2016–17  | ネッツ     | 12  | 0  | 15.3 | .557 | .308 | .719  | 2.3 | 1.9 | .3  | .3  | 7.9 |
| Career   | Career     | 153 | 15 | 14.5 | .419 | .230 | .698  | 2.0 | 1.2 | .4  | .2  | 6.2 |